# NGC 4973
NGC 4973 је елиптична галаксија у сазвежђу Велики медвед која се налази на NGC листи објеката дубоког неба.
Деклинација објекта је + 53° 41' 8" а ректасцензија 13h 5m 32,1s. Привидна величина (магнитуда) објекта NGC 4973 износи 13,9 а фотографска магнитуда 14,9. NGC 4973 је још познат и под ознакама IC 847, MCG 9-22-6, CGCG 270-49, CGCG 271-5, NPM1G +53.0149, PGC 45280.